# Trucy
Trucy est une commune française située dans le département de l'Aisne, en région Hauts-de-France.

## Géographie
|           | Lierval   |                     |
| Chevregny | Trucy     | Colligis-Crandelain |
|           | Chevregny |                     |

### Hydrographie
La commune est située dans le bassin Seine-Normandie. Elle est drainée par l'Ailette, la rigole d'alimentation de l'Ailette, le cours d'eau 01 du Moulin d'Ecouffeaux, le fossé des Longs Prés et le ruisseau du Moulin Deduits,,.
L'Ailette, d'une longueur de 59 km, prend sa source dans la commune de Sainte-Croix et se jette  dans l'Oise (rive gauche) à Quierzy, après avoir traversé 36 communes. Les caractéristiques hydrologiques de l'Ailette sont données par la station hydrologique située sur la commune de Colligis-Crandelain. Le débit moyen mensuel est de 0,459 m3/s. Le débit moyen journalier maximum est de 3,44 m3/s, atteint lors de la crue du 24 décembre 1993. Le débit instantané maximal est quant à lui de 4,42 m3/s, atteint le 12 janvier 1993.

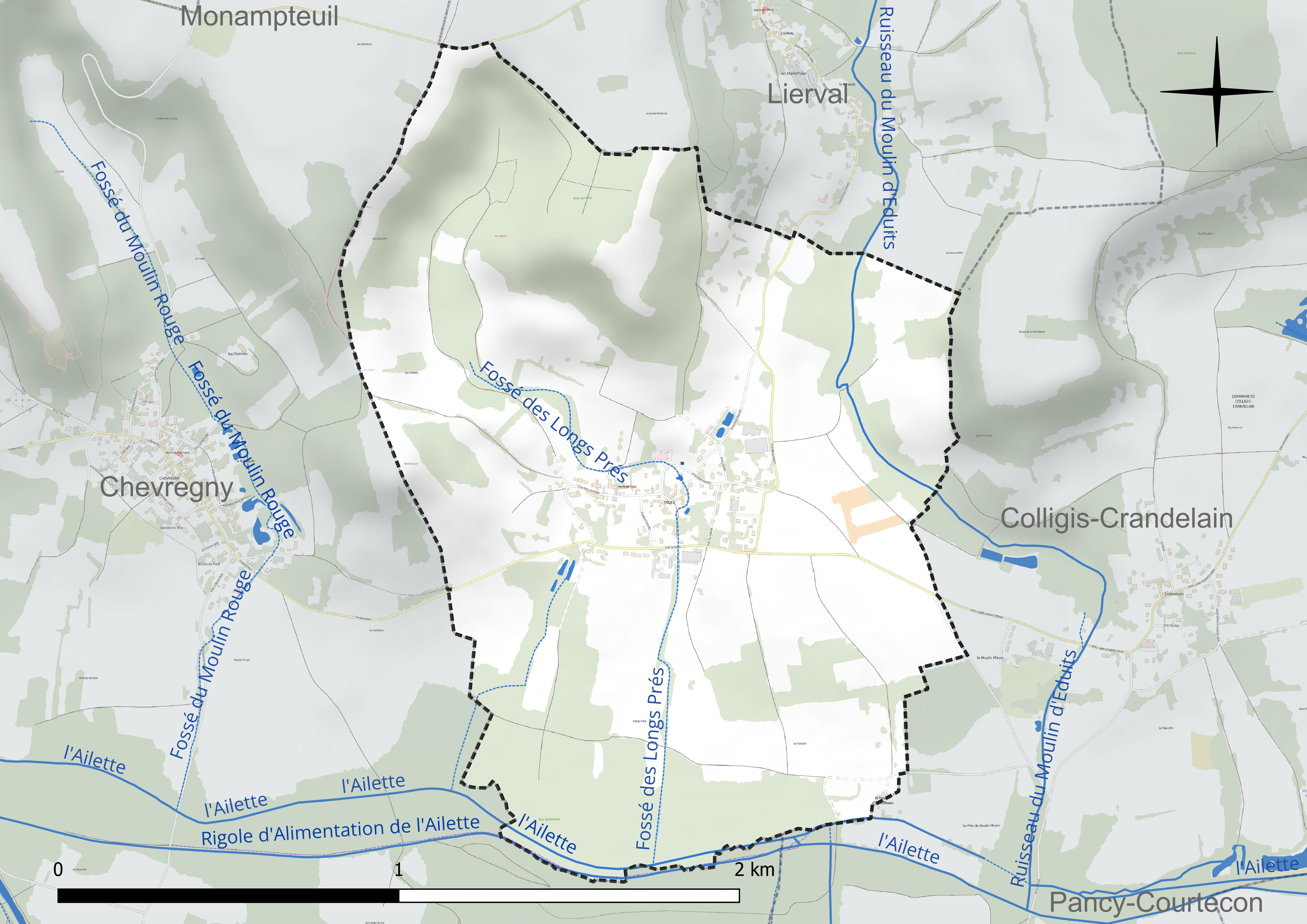
Réseau hydrographique de Trucy.

### Climat
Pour des articles plus généraux, voir Climat des Hauts-de-France et Climat de l'Aisne.
En 2010, le climat de la commune est de type climat océanique dégradé des plaines du Centre et du Nord, selon une étude du CNRS s'appuyant sur une série de données couvrant la période 1971-2000. En 2020, Météo-France publie une typologie des climats de la France métropolitaine dans laquelle la commune est exposée à un climat océanique altéré et est dans la région climatique Nord-est du bassin Parisien, caractérisée par un ensoleillement médiocre, une pluviométrie moyenne régulièrement répartie au cours de l'année et un hiver froid (3 °C).
Pour la période 1971-2000, la température annuelle moyenne est de 10,6 °C, avec une amplitude thermique annuelle de 14,8 °C. Le cumul annuel moyen de précipitations est de 715 mm, avec 13 jours de précipitations en janvier et 8,8 jours en juillet. Pour la période 1991-2020, la température moyenne annuelle observée sur la station météorologique la plus proche, située sur la commune de Martigny-Courpierre à 5 km à vol d'oiseau, est de 10,7 °C et le cumul annuel moyen de précipitations est de 734,4 mm,. Pour l'avenir, les paramètres climatiques de la commune estimés pour 2050 selon différents scénarios d'émission de gaz à effet de serre sont consultables sur un site dédié publié par Météo-France en novembre 2022.

## Urbanisme

### Typologie
Au 1er janvier 2024, Trucy est catégorisée commune rurale à habitat dispersé, selon la nouvelle grille communale de densité à 7 niveaux définie par l'Insee en 2022.
Elle est située hors unité urbaine. Par ailleurs la commune fait partie de l'aire d'attraction de Laon, dont elle est une commune de la couronne,. Cette aire, qui regroupe 106 communes, est catégorisée dans les aires de 50 000 à moins de 200 000 habitants,.

### Occupation des sols
L'occupation des sols de la commune, telle qu'elle ressort de la base de données européenne d'occupation biophysique des sols Corine Land Cover (CLC), est marquée par l'importance des territoires agricoles (55,9 % en 2018), une proportion identique à celle de 1990 (55,9 %). La répartition détaillée en 2018 est la suivante : 
forêts (35,2 %), zones agricoles hétérogènes (30,2 %), terres arables (25,7 %), zones urbanisées (8,9 %).
L'évolution de l'occupation des sols de la commune et de ses infrastructures peut être observée sur les différentes représentations cartographiques du territoire : la carte de Cassini (XVIIIe siècle), la carte d'état-major (1820-1866) et les cartes ou photos aériennes de l'IGN pour la période actuelle (1950 à aujourd'hui).

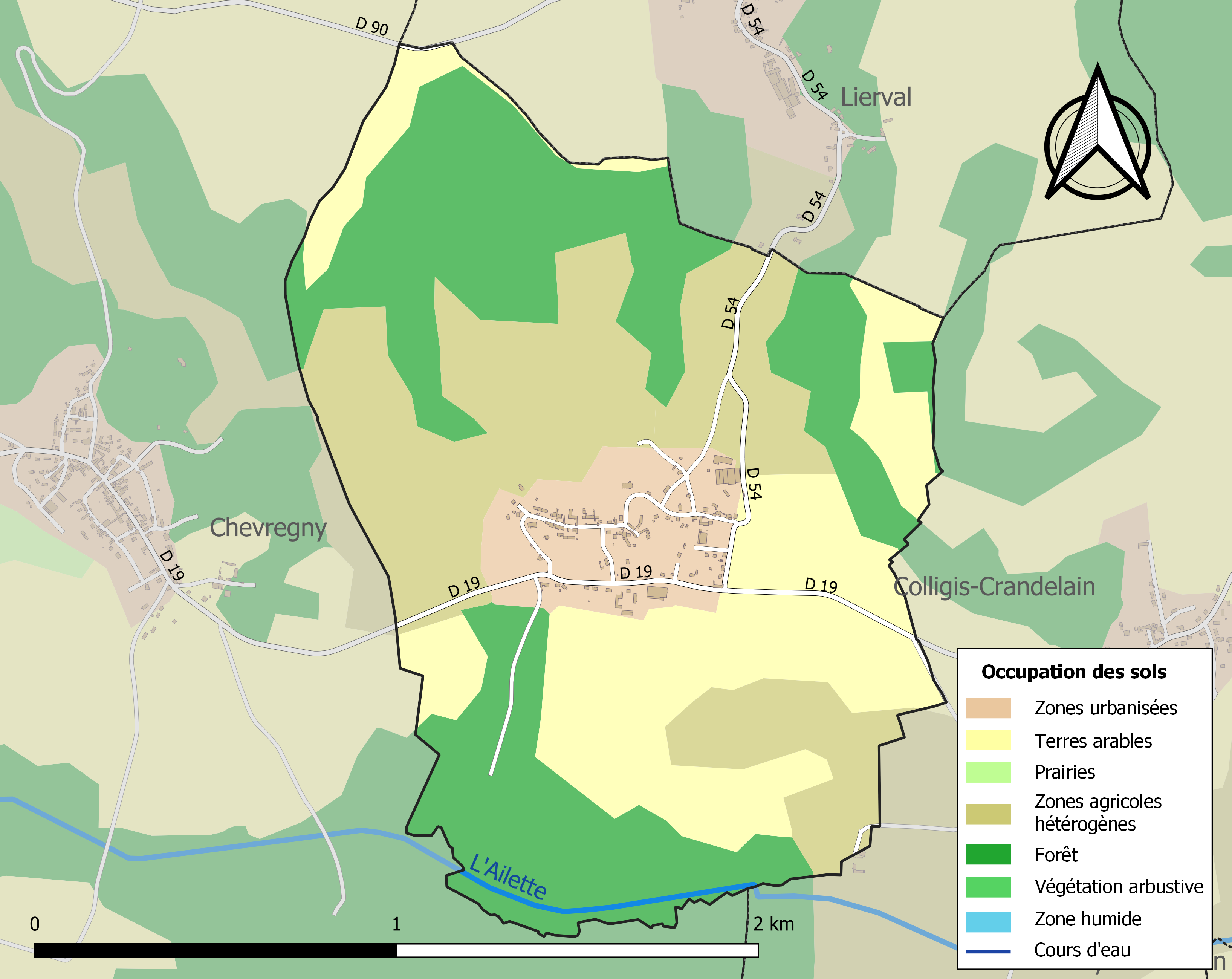
Carte de l'occupation des sols de la commune en 2018 (CLC).

## Toponymie
Le nom de la localité est attesté sous les formes Troissi (1132) ; Trusseium (1136) ; Trussi (1150) ; Troussi (1165) ; Trossiacum (1174) ; Trossi (1196) ; Troisi (1223) ; Troci-juxtà-Crandelein (1226) ; Trouissy (1232) ; Trouissiacum (1245) ; Troussy, Trouissi (1247) ; Trussiacum, Truissy (1258) ; Trousi (1259) ; Troussiacum (1266) ; Troucy (1358) ; Trouyssy (1440) ; Trouissy-en-Laonnois (1461) ; Trussy (1493) ; Sainte-Trinité-de-Trucy (1675).

## Histoire
En 593, la bataille de Trucy, sur l'Ailette, voit la victoire de Frédégonde sur les Austrasiens.
En 1919, le village qui avait été détruit par les combats de 1917 est reconstruit avec l'aide financière de la commune de Fontenay-sous-Bois. Les relations entre les deux communes persistent à ce jour. En novembre 2009, Jean-François Voguet, sénateur maire de Fontenay, et François Pichois, maire de Trucy, ont signé à Fontenay un protocole d'amitié à l'occasion des 90 ans du parrainage de 1919.

## Politique et administration

### Découpage territorial
La commune de Trucy est membre de la communauté de communes du Chemin des Dames, un établissement public de coopération intercommunale (EPCI) à fiscalité propre créé le 29 décembre 1995 dont le siège est à Craonne. Ce dernier est par ailleurs membre d'autres groupements intercommunaux.
Sur le plan administratif, elle est rattachée à l'arrondissement de Laon, au département de l'Aisne et à la région Hauts-de-France. Sur le plan électoral, elle dépend du canton de Villeneuve-sur-Aisne pour l'élection des conseillers départementaux, depuis le redécoupage cantonal de 2014 entré en vigueur en 2015, et de la première circonscription de l'Aisne  pour les élections législatives, depuis le dernier découpage électoral de 2010.

### Administration municipale
| Période                                  | Période                       | Identité         | Étiquette | Qualité                                                         |
| ---------------------------------------- | ----------------------------- | ---------------- | --------- | --------------------------------------------------------------- |
| Les données manquantes sont à compléter. |                               |                  |           |                                                                 |
| mars 1983                                | mars 2008                     | Claude Villette  |           |                                                                 |
| mars 2008                                | En cours (au 28 juillet 2020) | François Puchois | DVG       | Retraité de la Fonction publique Réélu pour le mandat 2020-2026 |

## Démographie
L'évolution du nombre d'habitants est connue à travers les recensements de la population effectués dans la commune depuis 1793. Pour les communes de moins de 10 000 habitants, une enquête de recensement portant sur toute la population est réalisée tous les cinq ans, les populations de référence des années intermédiaires étant quant à elles estimées par interpolation ou extrapolation. Pour la commune, le premier recensement exhaustif entrant dans le cadre du nouveau dispositif a été réalisé en 2005.

En 2022, la commune comptait 141 habitants, en évolution de −4,73 % par rapport à 2016 (Aisne : −1,97 %, France hors Mayotte : +2,11 %).
| 1793 | 1800 | 1806 | 1821 | 1831 | 1836 | 1841 | 1846 | 1851 |
| ---- | ---- | ---- | ---- | ---- | ---- | ---- | ---- | ---- |
| 286  | 293  | 311  | 314  | 338  | 320  | 327  | 308  | 316  |

| 1856 | 1861 | 1866 | 1872 | 1876 | 1881 | 1886 | 1891 | 1896 |
| ---- | ---- | ---- | ---- | ---- | ---- | ---- | ---- | ---- |
| 295  | 286  | 285  | 252  | 250  | 245  | 247  | 202  | 190  |

| 1901 | 1906 | 1911 | 1921 | 1926 | 1931 | 1936 | 1946 | 1954 |
| ---- | ---- | ---- | ---- | ---- | ---- | ---- | ---- | ---- |
| 199  | 170  | 149  | 106  | 96   | 119  | 119  | 74   | 75   |

| 1962 | 1968 | 1975 | 1982 | 1990 | 1999 | 2005 | 2006 | 2010 |
| ---- | ---- | ---- | ---- | ---- | ---- | ---- | ---- | ---- |
| 69   | 72   | 69   | 84   | 112  | 115  | 137  | 136  | 147  |

| 2015 | 2020 | 2022 | - | - | - | - | - | - |
| ---- | ---- | ---- | - | - | - | - | - | - |
| 142  | 143  | 141  | - | - | - | - | - | - |

Les habitants de Trucy sont des Trucyens.

## Lieux et monuments
- Lavoir.
- L'église de la Sainte-Trinité est un remarquable édifice roman (XIIe siècle) en grande partie restaurée après la Première Guerre mondiale. Elle est caractérisée par un beau chevet roman et un portail occidental richement décoré. Elle a été classée monument historique par arrêté du 12 juillet 1886[29].